# 朗布托站
朗布托站（法語：Rambuteau）是法国巴黎地铁11号线的一个车站，位于巴黎第三区與第四區邊界，于1935年4月28日启用。站名源自附近的朗布托街（Rue Rambuteau）。
本站附近有龐畢度中心（Centre Georges Pompidou）、娃娃博物館（Musée de la Poupée）、猶太歷史與藝術博物館（Musée d'Art et d'Histoire du Judaïsme）以及安妮·法蘭克花園（Jardin Anne Frank）。

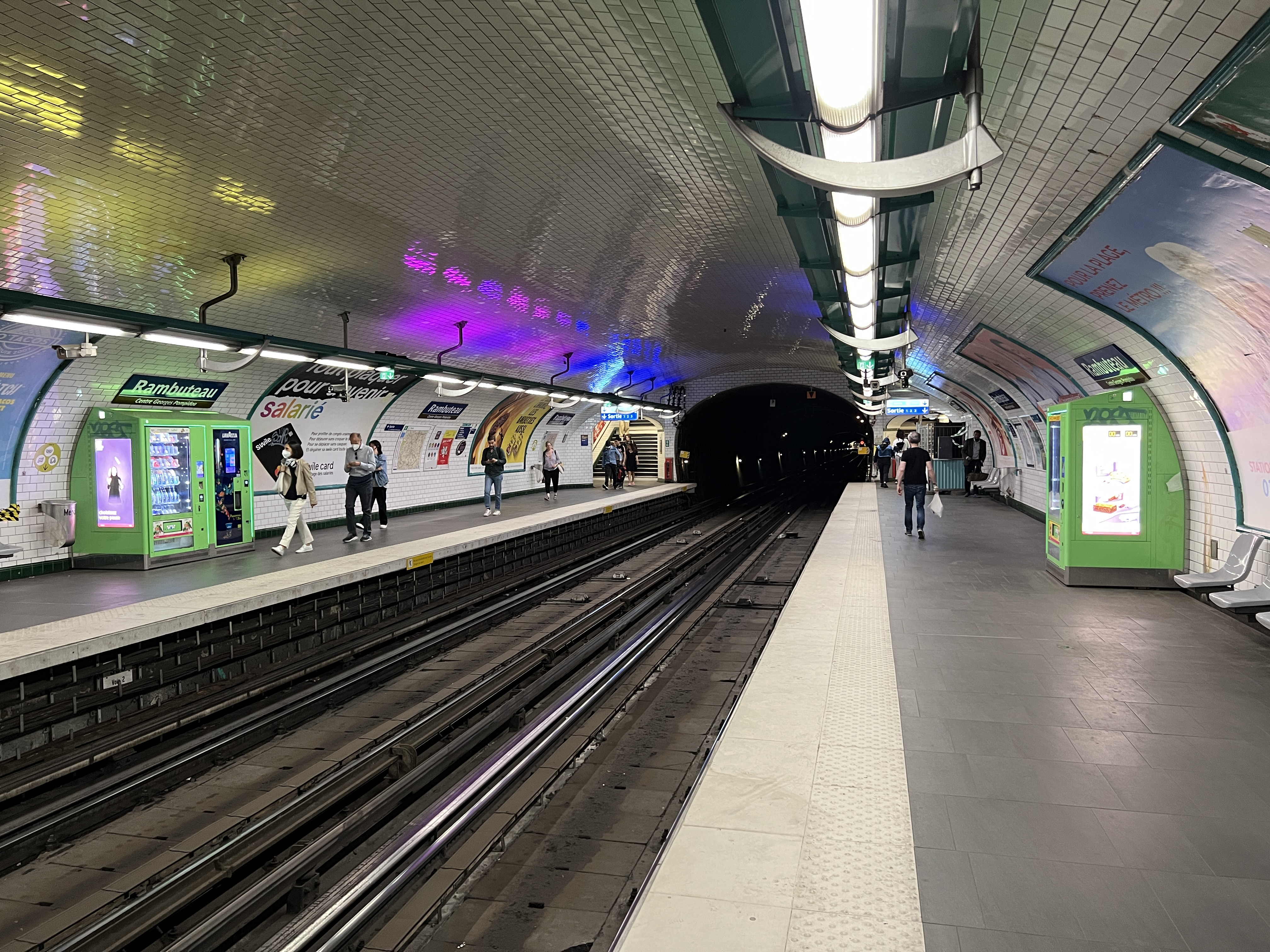
月台（2022年7月）

## 車站結構
| G  | 街道層             | 出入口                 |
| B1 | 夾層               | 往出入口               |
| B2 | 側式月台，右側開門 | 側式月台，右側開門     |
| B2 | 南行               | 往夏特雷（市政廳）     |
| B2 | 北行               | 往丁香鎮（工藝美術館） |
| B2 | 側式月台，右側開門 |                        |